# Исла Майор
Исла Майор (на испански: Isla Mayor) е населено място и община в Испания. Намира се в провинция Севиля, в състава на автономната област Андалусия. Общината влиза в състава на района (комарка) Голяма Севиля. Заема площ от 114 km². Населението му е 5930 души (по преброяване от 2010 г.). Разстоянието до административния център на провинцията е 45 km.

## Демография
| 1996 | 1998 | 1999 | 2000 | 2001 | 2002 | 2003 | 2004 | 2005 | 2006 |
| ---- | ---- | ---- | ---- | ---- | ---- | ---- | ---- | ---- | ---- |
| 6022 | 6053 | 6076 | 6057 | 6044 | 6008 | 5937 | 5899 | 5853 | 5798 |